# Patricio Yáñez
Patricio Nazario Yáñez Candia (født 20. januar 1961 i Quilpué, Chile) er en tidligere chilensk fodboldspiller (angriber).
Yáñez' karriere blev tilbragt i henholdsvis hjemlandet og Spanien. Han spillede for de to store Santiago-klubber Universidad de Chile og Colo-Colo, og var i Spanien blandt andet tilknyttet Real Betis og Real Valladolid. Med Colo-Colo var han med til at vinde to chilenske mesterskaber og én pokaltitel.
Yáñez spillede desuden 43 kampe og scorede fem mål for det chilenske landshold. Han deltog ved VM i 1982 i Spanien. Her spillede han alle chilenernes tre kampe i turneringen, hvor holdet blev slået ud efter tre nederlag i det indledende gruppespil. Han var også med til at vinde sølv ved Copa América i 1979 og bronze i 1991.

## Titler
Primera División de Chile
- 1991 og 1993 med Colo-Colo

Copa Chile
- 1994 med Colo-Colo